# Tám chiều chất lượng
Tám chiều quản trị chất lượng sản phẩm là một mô hình trong quản trị chiến lược để phân tích các đặc điểm của chất lượng. Khái niệm này được đưa ra bởi David A. Garvin (mất ngày 30 tháng 4 năm 2017) và trước đó là Giáo sư C. Roland Christensen thuộc khoa Quản trị Kinh doanh tại Trường Kinh doanh Harvard.
 Một số chiều chất lượng được mô tả dưới đây sẽ giúp củng cố lẫn nhau, tuy nhiên một số chiều chất lượng khác lại có thể khiến chúng ta phải lựa chọn - muốn tăng một loại chất lượng này, chúng ta lại phải giảm bớt một loại chất lượng khác. Nắm rõ được mong muốn của khách hàng sẽ giúp nhà quản trị tìm ra phương pháp đánh đổi để xây dựng lợi thế cạnh tranh cho công ty của mình.

## Tổng quan
Tám chiều chất lượng của Garvin được tổng kết lại như sau:
1. Hiệu quả: Hiệu quả (hay công năng) đề cập đến những đặc tính chủ đạo giúp sản phẩm đạt được mục đích mà nó được tạo ra. Chiều chất lượng này bao gồm những thuộc tính có thể đo lường được.
2. Tính năng: Tính năng là những đặc tính thêm vào của sản phẩm nhằm giúp chúng trở nên hấp dẫn hơn đối với người dùng.
3. Độ tin cậy: Độ tin cậy là khả năng một sản phẩm sẽ không mắc lỗi hay hỏng hóc trong một khoảng thời gian cụ thể. Đây là yếu tố quan trọng đối với những người dùng cần một sản phẩm hoạt động mà ít khi bị mắc lỗi.
4. Sự phù hợp: Sự phù hợp mô tả mức độ thiết kế và đặc điểm hoạt động của sản phẩm giúp nó đáp ứng các tiêu chuẩn xác định được thiết lập.
5. Độ bền: Độ bền đo lường tuổi thọ của sản phẩm. Khi sản phẩm có thể sửa chữa được, ước lượng về độ bền sẽ trở nên phức tạp hơn. Một sản phẩm sẽ được sử dụng cho đến khi việc sử dụng nó không còn mang tính kinh tế nữa. Điều này xảy ra khi tỷ lệ sửa chữa và chi phí liên quan tăng đáng kể, vượt qua lợi ích mà sản phẩm đó mang lại.
6. Tính dễ sửa chữa: Khả năng dễ sửa chữa liên quan đến sự dễ dàng của người tiêu dùng khi sử dụng dịch vụ sửa chữa (ví dụ: truy cập vào các trung tâm dịch vụ và/hoặc dễ dàng tự phục vụ), sự đáp ứng của nhân viên dịch vụ (ví dụ: dễ lấy hẹn, khả năng sẵn sàng lắng nghe khách hàng của nhân viên sửa chữa) và độ tin cậy của dịch vụ (ví dụ: dịch vụ được thực hiện đúng ngay từ lần đầu tiên).
7. Tính thẩm mỹ: Tính thẩm mỹ là yếu tố chủ quan cho thấy phản ứng của người dùng đối với sản phẩm. Chiều chất lượng này đại diện cho sở thích cá nhân của mỗi người.
8. Chất lượng cảm nhận được: Chất lượng cảm nhận được là chất lượng được gán cho sản phẩm dựa trên các biện pháp gián tiếp. Đây là chất lượng mà chính khách hàng, người dùng cảm nhận được từ sản phẩm dựa trên ý kiến của họ.

## Chi tiết

### Hiệu quả
Mức độ hiệu quả đề cập đến những đặc tính chủ đạo giúp sản phẩm đạt được mục đích mà nó được tạo ra. Chiều chất lượng này bao gồm những thuộc tính có thể đo lường được. Việc đo lường mức độ hiệu quả về tổng thể của sản phẩm khá phức tạp, đặc biệt khi chúng mang lại những lợi ích mà không phải người tiêu dùng nào cũng cần. Hiệu quả thường là nguồn gốc của sự tranh cãi giữa khách hàng và nhà cung cấp, nhất là khi cách nhìn nhận về từng đặc tính của sản phẩm của cả hai bên rất khác nhau. Hiệu quả của sản phẩm thường sẽ là yếu tố ảnh hưởng tới lợi nhuận hoặc danh tiếng của công ty đối với người tiêu dùng. Câu hỏi về việc liệu sự khác biệt về hiệu quả có phải là sự khác biệt về chất lượng hay không có lẽ phụ thuộc vào sự ưa thích của khách hàng đối với sản phẩm trong từng tình huống - nhưng sự ưa thích lại dựa trên các yêu cầu về tính năng của sản phẩm, chứ không phải thị hiếu.
Một số tiêu chuẩn về hiệu quả sẽ được dựa trên sở thích chủ quan, tuy nhiên những sở thích này phải đủ phổ biến để trở thành tiêu chuẩn khách quan.

### Tính năng
Tính năng là những đặc tính thêm vào của sản phẩm nhằm giúp chúng trở nên hấp dẫn hơn đối với người dùng.
Tính năng có thể vừa được coi là chiều chất lượng thứ hai của sản phẩm, vừa là khía cạnh thứ yếu về hiệu quả của sản phẩm. Tính năng là "chuông và còi" của sản phẩm và dịch vụ, là những đặc tính được thêm vào bên cạnh những chức năng bắt buộc phải có. Một số ví dụ có thể kể đến như dịch vụ nước uống miễn phí trên máy bay, tính năng chống nước trên điện thoại thông minh hoặc khả năng tiết kiệm nhiên liệu của xe hơi. Trong nhiều tình huống, việc phân chia đâu là đặc điểm chủ đạo và đâu là tính năng thứ yếu là không hề dễ dàng.

### Độ tin cậy
Độ tin cậy là khả năng một sản phẩm sẽ không mắc lỗi hay hỏng hóc trong một khoảng thời gian cụ thể. Đây là yếu tố quan trọng đối với những người dùng cần một sản phẩm hoạt động mà ít khi bị mắc lỗi.
Chiều chất lượng này phản ánh khả năng sản phẩm bị trục trăc hoặc bị hỏng trong một quãng thời gian xác định. Trong số các cách đo lường độ tin cậy, cách thức phổ biến nhất là đo lường thời gian trung bình từ khi bắt đầu sử dụng đến khi sản phẩm gặp lỗi lần đầu tiên, thời gian trung bình giữa các lần mắc lỗi của sản phẩm và tỷ lệ lỗi trên một đơn vị thời gian. Do những cách tính toán này yêu cầu sản phẩm phải được sử dụng trong một khoảng thời gian nhất định, chúng sẽ thích hợp với các loại hàng hóa được sử dụng lâu dài hơn là sản phẩm hoặc dịch vụ chỉ được dùng ít lần hoặc tức thời.
Độ tin cậy đóng một vai trò quan trọng đối với người tiêu dùng khi thời gian chết và công tác bảo trì ngày càng trở nên đắt đỏ. Ví dụ như đối với những người nông dân, họ đặc biệt nhạy cảm với thời gian chết trong những mùa vụ thu hoạch ngắn ngày. Vì vậy, thiết bị đáng tin cậy hơn sẽ tạo ra sự khác biệt giữa một năm thu hoạch tốt hoặc một mùa vụ mất trắng. Ngay cả đối với người tiêu dùng ở những thị trường khác cũng đều rất coi trọng độ tin cậy. Các sản phẩm như máy tính hoặc máy in chắc chắn sẽ được yêu cầu phải có một độ tin cậy tốt để thu hút người dùng.
Độ tin cậy có mối quan hệ mật thiết với hiệu quả. Ví dụ như một đặc điểm kỹ thuật của sản phẩm có thể xác định các tham số cho thời gian lỗi hoặc tỷ lệ sai lỗi chấp nhận được.
Độ tin cậy có đóng góp to lớn tới hình ảnh của công ty hoặc thương hiệu, đây cũng được coi là yếu tố nền tảng tạo nên chất lượng của hầu hết những mặt hàng cao cấp. Theo một nghiên cứu thị trường gần đây cho thấy độ tin cậy của xe ô tô là thông số mà khách hàng mong muốn nhất, đặc biệt là đối với phụ nữ.

### Độ phù hợp

Kết quả của hai quá trình ví dụ để cho thấy ý nghĩa của hai cách tiếp cận đối với đô phù hợp

Sự phù hợp mô tả mức độ thiết kế và đặc điểm hoạt động của sản phẩm giúp nó đáp ứng các tiêu chuẩn xác định được thiết lập. Chiều chất lượng này được miêu tả từ những cách tiếp cận truyền thống về chất lượng được tiên phong bởi các chuyên gia như Juran.
Mọi sản phẩm và dịch vụ đều có những thông số về một tính chất nào đó. Khi sản phẩm được phát triển, những thông số và mục tiêu sẽ được thiết lập, ví dụ như vật liệu sử dụng hoặc kích thước sản phẩm. Không chỉ mục tiêu được xác định mà dung sai (phạm vi độ lệch cho phép đối với mục tiêu) cũng được chỉ rõ. Một vấn đề của cách làm này là ít ai quan tâm đến việc liệu các thông số kỹ thuật có được đáp ứng chính xác khi giới hạn dung sai được đáp ứng hay không.
Một mặt, điều này có thể dẫn đến cái gọi là "xếp chồng dung sai cho phép". Khi hai hoặc nhiều linh kiện khớp với nhau, kích thước dung sai thường quyết định mức độ phù hợp của chúng. Nếu một phần linh kiện có kích thước ở giới hạn dưới của dung sai kỹ thuật và một phần có kích thước ở giới hạn trên, việc lắp chặt chúng là điều không thể. Liên kết giữa các linh kiện này cũng có khả năng sẽ bị mòn nhanh hơn một liên kết khác được tạo từ các bộ phận có kích thước được căn chuẩn chính xác.
Vấn đề này có thể được giải quyết bằng cách thực hiện một cách tiếp cận khác để đo lường chất lượng. Thay vì đo lường sự phù hợp đối với thông số kỹ thuật, người ta sẽ đo mức độ khác biệt của bộ phận hoặc toàn bộ sản phẩm đối với mục tiêu lý tưởng. Khi sử dụng cách tiếp cận này, quá trình 1 (hình vẽ) sẽ được coi là tốt hơn cho dù một số linh kiện/bộ phận nằm ở khu vực ngoài giới hạn thông số. Còn cách tiếp cận truyền thống sẽ ưa chuộng quá trình 2 hơn bởi nó tạo ra nhiều linh kiện trong giới hạn thông số cho phép. Một số nghiên cứu đã chứng minh được rằng vấn đề "xếp chồng dung sai" trên phạm vi nghiêm trọng hơn khi kích thước của các bộ phận nằm ở khoảng cách xa mục tiêu hơn so với khi chúng co cụm xung quanh nó, ngay cả khi một số bộ phận nằm ngoài dung sai. Cách tiếp cận này đòi hỏi một cái nhìn mới về yếu tố chất lượng quá trình tổng thể của 'tỷ lệ sai lỗi', để tính đến thực tế việc nhiều trường hợp hai linh kiện dù vượt qua 'thử nghiệm dung sai' một cách riêng biệt nhưng lại không thể sử dụng được khi thử kết hợp chúng lại với nhau.
Trong ngành dịch vụ, việc đo lường độ phù hợp thường sẽ tập trung vào sự chính xác và mức độ kịp thời, bao gồm cả tính toán số lần mắc lỗi khi xử lý, độ trễ không lường trước được và các lỗi thường gặp khác.

### Độ bền
Độ bền đo lường tuổi thọ của sản phẩm. Khi sản phẩm có thể sửa chữa được, ước lượng về độ bền sẽ trở nên phức tạp hơn. Một sản phẩm sẽ được sử dụng cho đến khi việc sử dụng nó không còn mang tính kinh tế nữa. Điều này xảy ra khi tỷ lệ sửa chữa và chi phí liên quan tăng đáng kể, vượt qua lợi ích mà sản phẩm đó mang lại. Về mặt kỹ thuật, độ bền có thể được định nghĩa là lượng sử dụng mà người dùng nhận được từ một sản phẩm trước khi nó bị xuống cấp. Sau nhiều giờ sử dụng, dây tóc của bóng đèn bị cháy và bóng đèn phải được thay thế. Việc sửa chữa vào lúc này là không thể. Các nhà kinh tế gọi những sản phẩm như vậy là "shays one-hoss" (ứng với bài thơ của Oliver Wendel Holmes).
Trong các trường hợp khác, đối với sản phẩm có thể sửa được, người tiêu dùng sẽ phải cân nhắc chi phí dự kiến, bằng tiền và cả sự bất tiện cá nhân cho việc sửa chữa trong tương lai so với chi phí đầu tư và vận hành một sản phẩm mới hơn, đáng tin cậy hơn. Độ bền lúc này có thể được định nghĩa là lượng sử dụng người dùng có thể nhận được từ một sản phẩm trước khi sản phẩm đó bị hỏng và việc thay thế trở nên thích hợp hơn là tiếp tục sửa chữa.
Cách tiếp cận độ bền này có hai ý nghĩa quan trọng. Đầu tiên, nó cho thấy độ bền và độ tin cậy có sự liên kết chặt chẽ. Một sản phẩm thường bị lỗi có khả năng bị loại bỏ sớm hơn một sản phẩm đáng tin cậy hơn; chi phí sửa chữa sản phẩm cũng theo đó sẽ cao hơn tương ứng và người tiêu dùng cũng sẽ có xu hướng không mua sản phẩm đó nữa. Thứ hai, cách tiếp cận này cũng có hàm ý rằng các số liệu về độ bền nên được giải thích một cách cẩn thận. Bên cạnh đó, cũng cần lưu ý rằng việc tăng tuổi thọ sản phẩm có thể không phải là kết quả của các cải tiến kỹ thuật hoặc việc sử dụng vật liệu có tuổi thọ cao hơn. Điều này xảy ra đôi khi là do đơn giản môi trường kinh tế nền tảng có thể đã thay đổi.

### Tính dễ dàng sửa chữa
Tính dễ sửa chữa liên quan đến sự dễ dàng của người tiêu dùng khi sử dụng dịch vụ sửa chữa (ví dụ: truy cập vào các trung tâm dịch vụ và/hoặc dễ dàng tự phục vụ), sự đáp ứng của nhân viên dịch vụ (ví dụ: dễ lấy hẹn, khả năng sẵn sàng lắng nghe khách hàng của nhân viên sửa chữa) và độ tin cậy của dịch vụ (ví dụ: dịch vụ được thực hiện đúng ngay từ lần đầu tiên). Khả năng dễ dàng sửa chữa nằm ở tốc độ sản phẩm có thể được đưa vào sửa chữa khi nó bị hỏng, cũng như năng lực và hành vi của nhân viên dịch vụ.
Người tiêu dùng không chỉ lo lắng về việc sản phẩm bị hỏng mà còn về thời gian dịch của nhà sản xuất, tính kịp thời của cuộc hẹn dịch vụ, tính chất của giao dịch với nhân viên dịch vụ và tần suất dịch vụ gọi hoặc sửa chữa không giải quyết được vấn đề. Trong những trường hợp vấn đề không được giải quyết ngay lập tức và khách hàng đưa ra khiếu nại, quy trình xử lý khiếu nại của công ty cũng có khả năng ảnh hưởng đến đánh giá cuối cùng của khách hàng về chất lượng sản phẩm và dịch vụ.
Các thuộc tính quan trọng của tính dễ dàng sửa chữa bao gồm dịch vụ bảo hành, bảo hành linh kiện, tính sẵn có của linh kiện, khoảng cách đến trung tâm dịch vụ đại lý, khoảng cách đến trung tâm dịch vụ cá nhân, thời gian chờ đợi dịch vụ, lịch bảo trì phòng ngừa, khả năng nhân viên lắng nghe khách hàng, thông tin về dịch vụ sửa chữa, sự lịch sự, thấu hiểu của trung tâm dịch vụ, việc sửa chữa được thực hiện đúng ngay từ lần đầu tiên, thời gian phục vụ liên quan đến các đại lý khác, yêu cầu bảo hành được xử lý mà không cần nhiều thủ tục, chi phí sửa chữa trung bình/năm, dịch vụ bảo hành mở rộng,...

### Tính thẩm mỹ
Các đặc tính thẩm mỹ của sản phẩm góp phần tạo nên bản sắc của một công ty hoặc một thương hiệu. Lỗi hoặc khiếm khuyết làm giảm các đặc tính thẩm mỹ của một sản phẩm, ngay cả những lỗi không làm giảm hoặc thay đổi chất lượng sản phẩm, cũng sẽ dễ dàng dẫn đến việc khách hàng từ chối mua hàng.
Tính thẩm mỹ đề cập đến các đặc tính của sản phẩm như ngoại hình, cảm giác, âm thanh, mùi vị và hương vị. Vì thế, yếu tố này rõ ràng liên quan đến đánh giá cá nhân và phản ánh sở thích của mỗi khách hàng. Mặc dù vậy, vẫn có những mô hình để ta biết được đâu là những đặc tính của sản phẩm mà hầu hết người tiêu dùng đều ưa thích và đánh giá cao.
Một nghiên cứu về chất lượng trong 33 loại thực phẩm cho thấy thực phẩm được coi là có chất lượng cao thường sẽ liên quan đến các thuộc tính như "hương vị phong phú và đầy đủ, vị tự nhiên, vị tươi, mùi hương thơm ngon, trông ngon miệng". Tính thẩm mỹ cũng đề cập đến cảm giác "bên ngoài" của khách hàng đối với sản phẩm.
Chiều chất lượng thẩm mỹ khác với các tiêu chí chủ quan khác về "tính hiệu quả". Không phải ai cũng thích hương vị "phong phú và đầy đủ" hoặc thậm chí là đồng ý với cách mô tả như vậy. Vì thế, công ty phải tìm ra những thị trường ngách của riêng mình. Trong chiều chất lượng này, việc làm hài lòng tất cả mọi người là không thể.

### Chất lượng cảm nhận được
Người tiêu dùng không phải lúc nào cũng có đầy đủ thông tin về các tính năng của sản phẩm hoặc dịch vụ, đôi khi họ sẽ dùng các phương pháp đo lường gián tiếp để so sánh giữa các thương hiệu với nhau.
Ví dụ như đối với độ bền của sản phẩm, yếu tố này hiếm khi có thể quan sát được trực tiếp, nó thường phải được rút ra từ các khía cạnh hữu hình và vô hình khác nhau đối với sản phẩm. Trong những tình huống như vậy, hình ảnh, quảng cáo và tên thương hiệu sẽ ảnh hưởng tới chất lượng trong tâm trí của khách hàng hơn là chất lượng thực tế của sản phẩm.
Danh tiếng là một trong những nhân tố hàng đầu ảnh hưởng đến chất lượng cảm nhận được. Sức mạnh của nó đến từ một phép loại suy trong tâm trí người dùng: Rằng chất lượng sản phẩm ngày hôm nay sẽ tương đương với chất lượng sản phẩm của ngày hôm qua, hoặc chất lượng sản phẩm mới của một công ty cũng tương đương với chất lượng sản phẩm của công ty đó khi mới thành lập. Chính vì thế, những công ty có danh tiếng nhờ việc tạo ra sản phẩm chất lượng trong quá khứ có thể dễ dàng được cho rằng sẽ tiếp tục tạo ra những sản phẩm có chất lượng tương tự trong tương lai.